# Diospyros nidiformis
Diospyros nidiformis är en tvåhjärtbladig växtart som beskrevs av George Edward Schatz och Porter Prescott Lowry. Diospyros nidiformis ingår i släktet Diospyros och familjen Ebenaceae. Inga underarter finns listade i Catalogue of Life.